# George R. Batcheller
George R. Batcheller est un producteur américain né le 19 janvier 1892 à Providence (Rhode Island) et mort le 28 septembre 1938 à Pelham (New York).

## Biographie
Il fait ses études au Dartmouth College. Il travaille dans le monde du théâtre et du cinéma avant de créer en 1925 la Chesterfield Motion Pictures Corporation.
La Chesterfield va produire, comme la plupart des compagnies présentes sur Poverty Row, des films de série B, et distribuer les films de la Invincible, sa compagnie sœur présidée par Maury M. Cohen. Les deux seront absorbées en 1935 par Republic Pictures. Toutefois cette fusion ne durera pas et dès 1936 Chesterfield et Invincible reprendront leur partenariat.

## Filmographie partielle

### Comme producteur
- 1926 : Beyond the Trail (en) d'Albert Herman
- 1928 : The Adorable Cheat de Burton L. King
- 1928 : The House of Shame de Burton L. King
- 1929 : The House of Secrets d'Edmund Lawrence
- 1930 : Midnight Special de Duke Worne
- 1930 : The Jazz Cinderella de Scott Pembroke
- 1931 : Grief Street de Richard Thorpe
- 1931 : The Lady from Nowhere de Richard Thorpe
- 1931 : The Lawless Woman de Richard Thorpe
- 1932 : The Secrets of Wu Sin de Richard Thorpe
- 1932 : Women Won't Tell de Richard Thorpe
- 1932 : Slightly Married de Richard Thorpe
- 1932 : The King Murder de Richard Thorpe
- 1932 : Thrill of Youth de Richard Thorpe
- 1932 : Beauty Parlor de Richard Thorpe
- 1932 : Escapade de Richard Thorpe
- 1933 : Murder on the Campus de Richard Thorpe
- 1933 : Notorious but Nice de Richard Thorpe
- 1933 : Strange People de Richard Thorpe
- 1933 : J'ai vécu (I Have Lived) de Richard Thorpe
- 1933 : Love Is Dangerous de Richard Thorpe
- 1933 : Forgotten de Richard Thorpe
- 1934 : The Curtain Falls de Charles Lamont
- 1934 : Cross Streets de Frank R. Strayer
- 1934 : Green Eyes de Richard Thorpe
- 1934 : In Love with Life de Frank R. Strayer
- 1934 : City Park de Richard Thorpe
- 1934 : Stolen Sweets de Richard Thorpe
- 1934 : The Quitter de Richard Thorpe
- 1935 : False Pretenses de Charles Lamont
- 1935 : The Lady in Scarlet de Charles Lamont
- 1935 : Happiness C.O.D. de Charles Lamont
- 1935 : The Girl Who Came Back (en) de Charles Lamont
- 1935 : Circumstantial Evidence de Charles Lamont
- 1935 : A Shot in the Dark de Charles Lamont
- 1936 : Red Lights Ahead de Roland D. Reed
- 1936 : The House of Secrets de Roland D. Reed
- 1936 : Lady Luck (en) de Charles Lamont
- 1936 : Missing Girls de Phil Rosen
- 1936 : Below the Deadline de Charles Lamont
- 1936 : The Little Red Schoolhouse de Charles Lamont
- 1936 : August Week End de Charles Lamont
- 1936 : The Dark Hour de Charles Lamont
- 1936 : Ring Around the Moon de Charles Lamont